# Tunnelbana

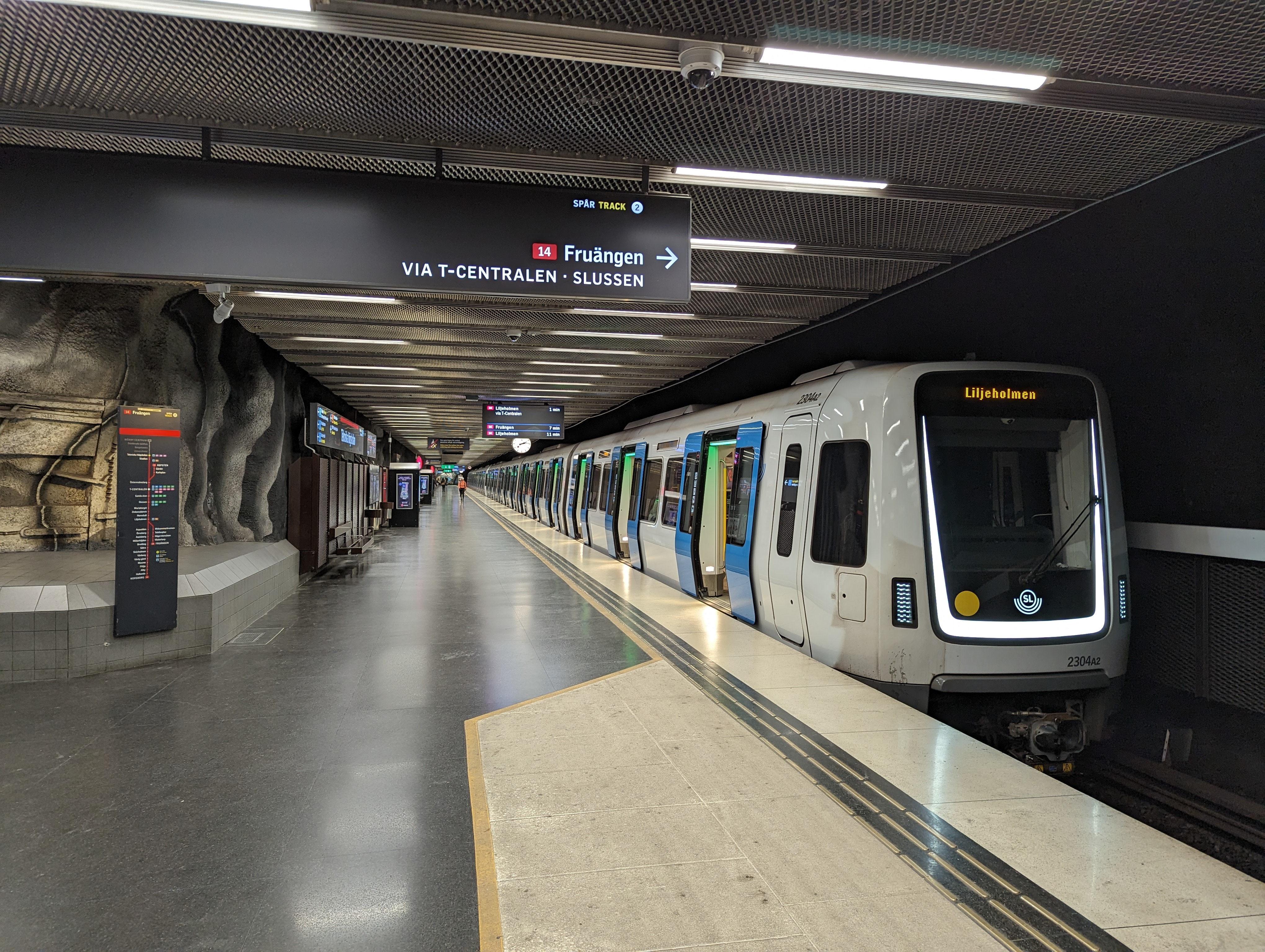
Stockholms tunnelbana

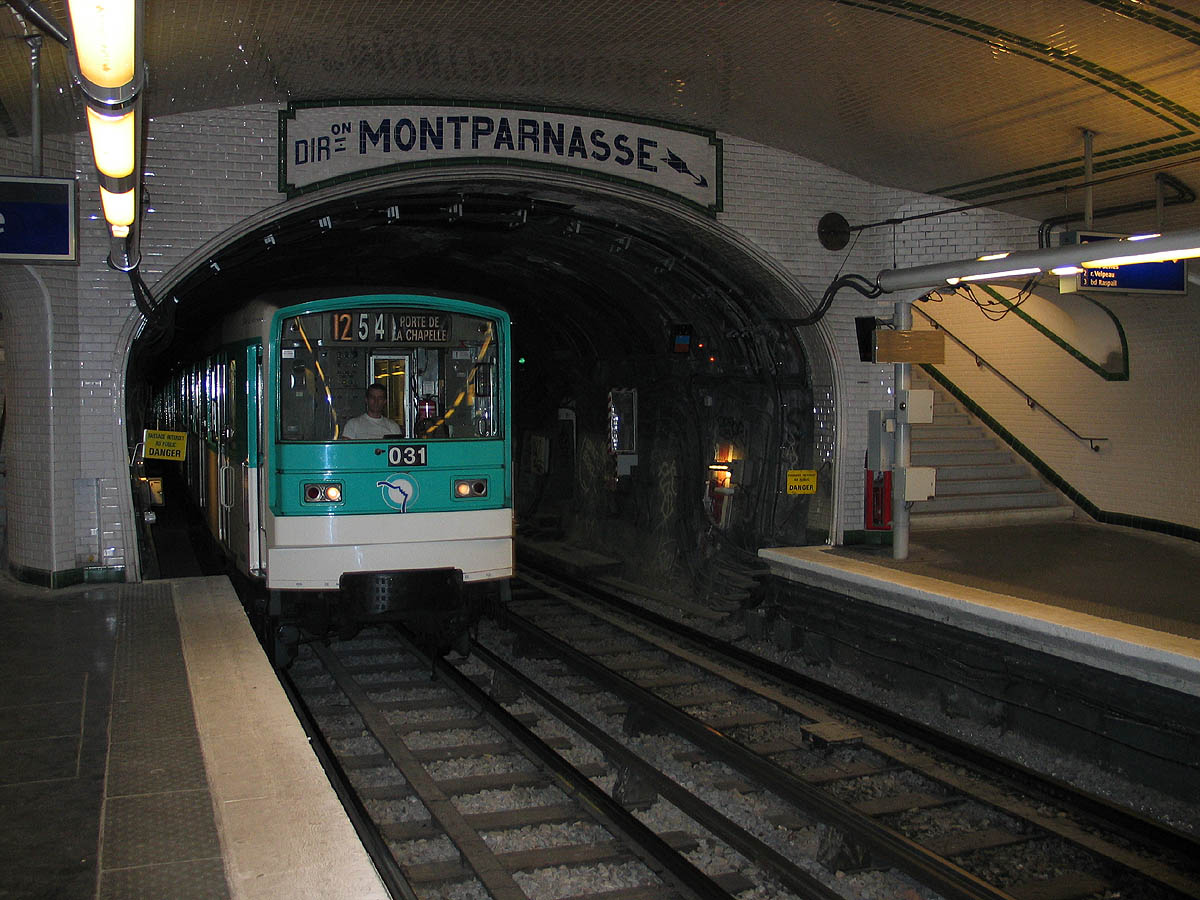
Tunnelbanetunnel i Paris

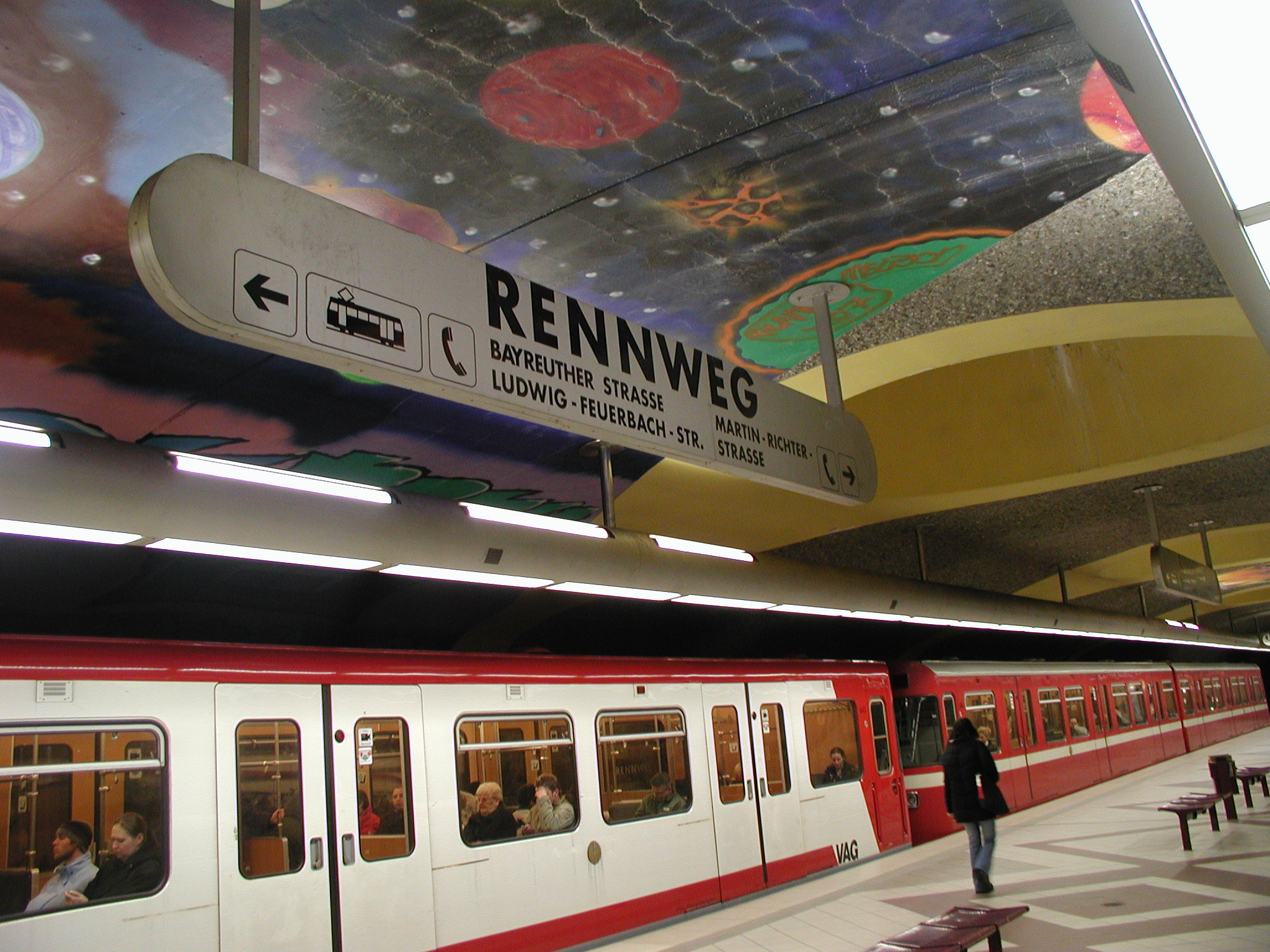
Tunnelbanestation i Nürnberg

Tunnelbana eller metro (ibland benämnt stadsbana som dock även kan syfta på järnväg för pendeltåg) är ett väsentligen underjordiskt transportmedel som trafikeras av  tåg som framförs på (oftast lättare) järnväg/spårväg för transport av passagerare inom ett storstadsområde, per definition nivåseparerat från annan trafik (utom i vissa undantagsfall där plankorsningar förekommer), relativt ofta med sträckor i tunnel, men kan delvis också utnyttja banvallar eller viadukter.
Tunnelbana/Metro är alltså liksom järnväg och spårväg definition på banan, inte fordonen som framförs där.

## Historia

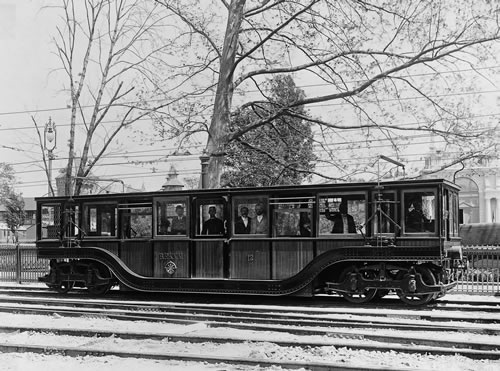
Tunnelvagn (Siemens AG), Budapests tunnelbana

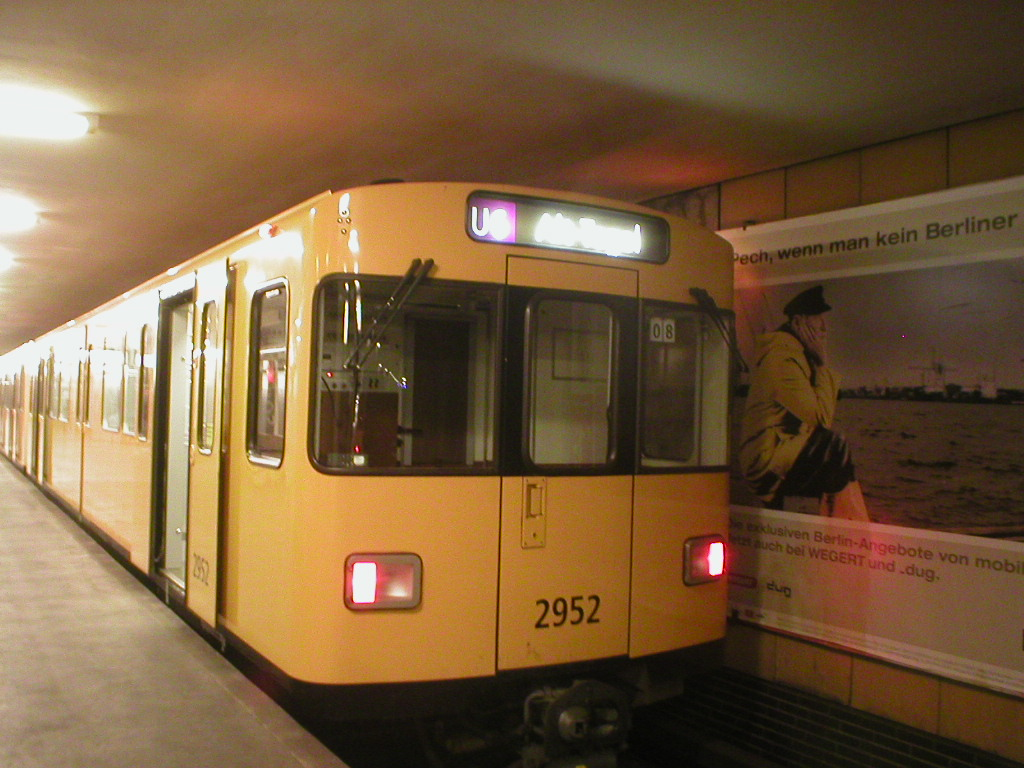
Berlins tunnelbana

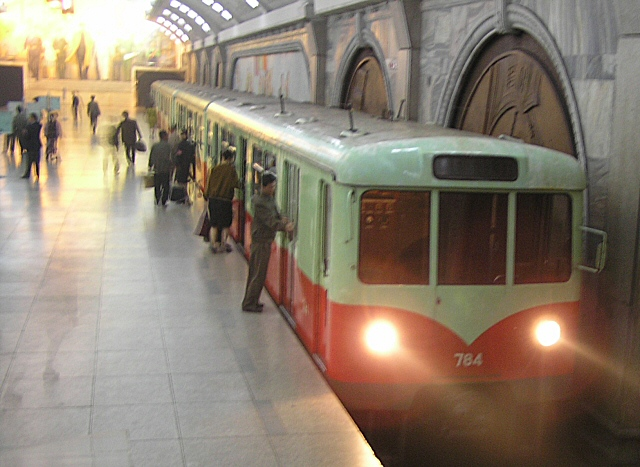
Pyongyangs tunnelbana Högertrafik tillämpas. Strålkastarna lyser även bakåt.

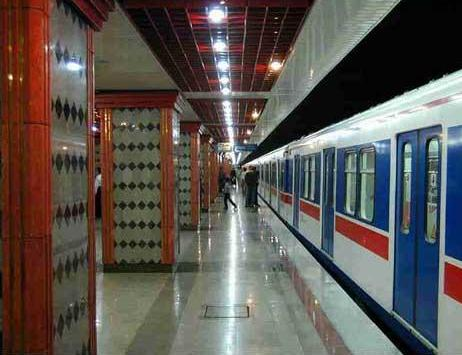
Teherans tunnelbana

Den första tunnelbanan är the Metropolitan Railway i London, numera del av tunnelbanelinjen Metropolitan Line, invigd 10 januari 1863 och ursprungligen en underjordisk gren från det omgivande järnvägsnätet. Länge användes lätt modifierade traditionella ångloksdragna tåg på Metropolitan Line. Elektriska lok för tunneltåg introducerades först på The City & South London Railway öppnad 1890, vilket förbättrade tunnelmiljön avsevärt. Det var dock en underjordiskt borrad järnvägslinje som integrerades med tunnelbanan först 1933 och utgör idag den södra delen av tunnelbanelinjen Northern Line.
Världens första separata tunnelbanesystem (utan spårförbindelse med järnvägar i närheten) var lilla Tünel i Istanbul som öppnades 1875. Den är egentligen en bergbana eftersom tågen drivs av en vajer, vilket gjorde att man kom ifrån rökproblemen i tunneln (ångmaskinen kunde placeras utanför). Tünel är fortfarande i drift och saknar fortfarande spårförbindelse med något av de fyra andra tunnelbanesystem som finns i Istanbul.
Den första tunnelbanan, vilken också var Europas första kontinentala tunnelbana, med de för tunnelbanor typiska självdrivande elektriska tunnelvagnarna var Budapests tunnelbana som öppnade 1896. Eftersom tekniken med elektriska tåg nu var etablerad öppnades därefter i rask takt flera tunnelbanor i västerländska storstäder: Paris (1900), Berlin (1902), New York (1904) och så vidare. Sedan blev det ett svagare tempo på grund av första världskriget.
Under mellankrigstiden började de idag stora systemen i Tokyo (1927) och Moskva (1935) att byggas ut. Efter andra världskriget har tunnelbanan spridits över hela världen, inklusive Sverige 1950. Under 1960-talet påbörjades en stark tillväxt i Asien, först i Japan och senare i länder som Nord- och Sydkorea samt Kina.
Under 1970-talet inleddes också dåvarande Sovjetunionens storsatsning på nya tunnelbanesystem och i Sydamerika fick bland annat São Paulo (1974), Santiago de Chile (1975) och Caracas (1983) tunnelbanor. I Sovjetunionen och de sovjetinspirerade kommunistiska diktaturstaterna fick tunnelbanan ofta stor symbolisk betydelse med stora satsningar på utsmyckningar. Ett extremt exempel är Pyongyangs tunnelbana i Nordkorea, som är utsmyckad med konstverk i rent guld och har ett avancerat musiksystem på stationerna och ombord, men en ringa trafik.
I Sydkorea satsade man istället på en snabb utbyggnad och Seouls tunnelbana tillhör idag världens längsta, men den allra snabbaste utbyggnaden har skett i kinesiska städer som Shanghai och Peking.

### I Sverige
Det svenska begreppet tunnelbana härstammar från Tunnelbanan som var begreppet på den del av spårvägen i Stockholm från år 1933 byggd i så kallat öppet schakt under Götgatan mellan Slussen och Ringvägen (idag Skanstull). Tunnelbanan i Stockholm hade egentligen inte så mycket gemensamt med spårvägen i övrigt eftersom sträckan tillsammans med flera andra ytsträckor i Stockholm, liksom flera andra europeiska städer, var byggd som så kallad premetro, alltså spårväg byggd för att på så sikt fungera som en framtida fullskalig tunnelbana (i begreppets nuvarande betydelse). Tågen fortsatte inte heller in på innerstadens gatunät. Trafiken bedrevs dock med spårvagn före 1 oktober 1950, då tunnelbanan konverterades för trafik med längre tåg, högre plattformar och strömskena. Stockholms tunnelbana är Sveriges hittills enda godkänd som tunnelbana för trafik enligt lagen om tunnelbanor och spårvägar. Vissa spårvägssträckor i Göteborg har dock byggts med tunnelbanestandard, för att kunna konverteras till en framtida tunnelbana.

## Egenskaper

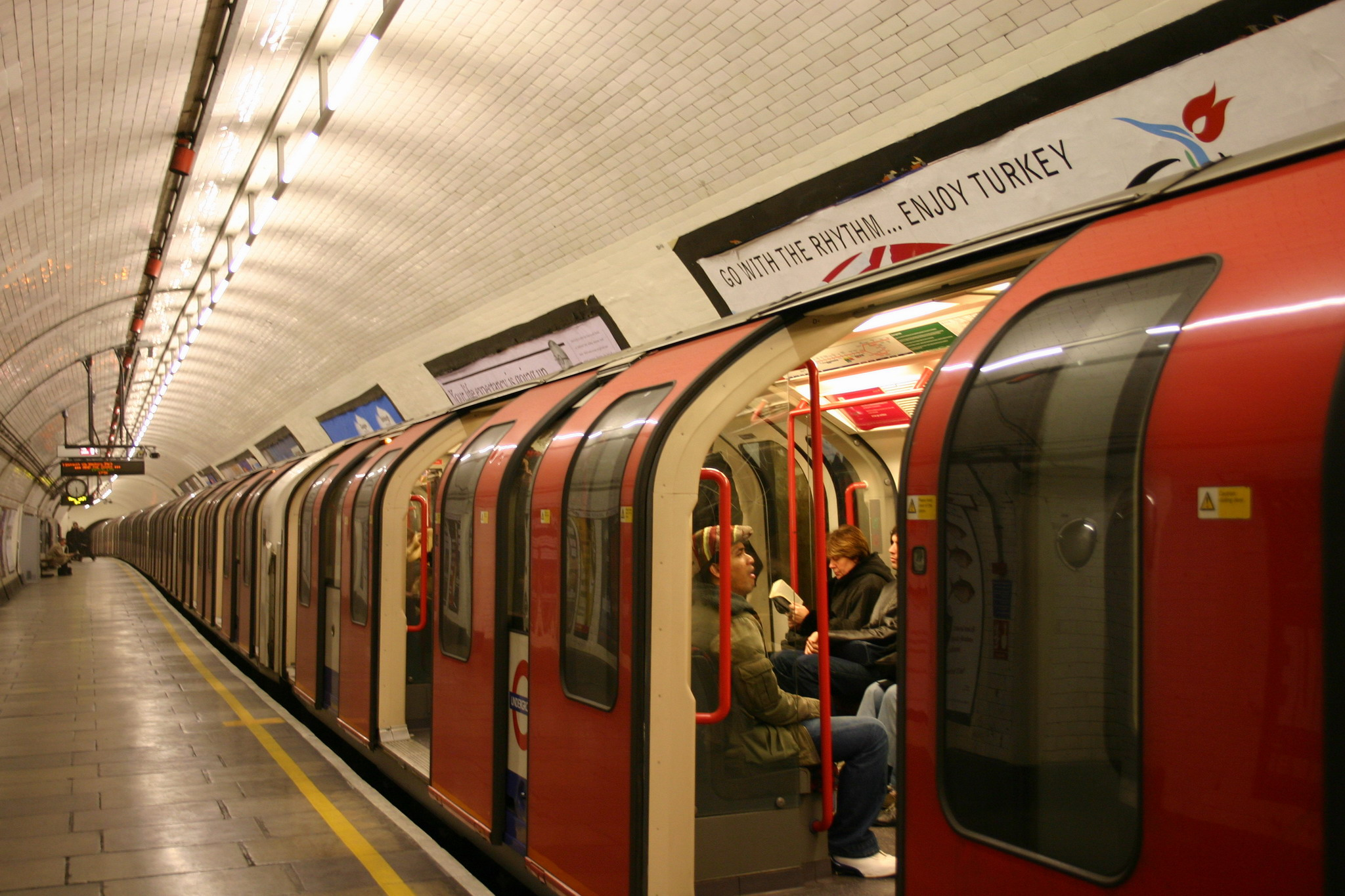
Londons tunnelbana (Underground)

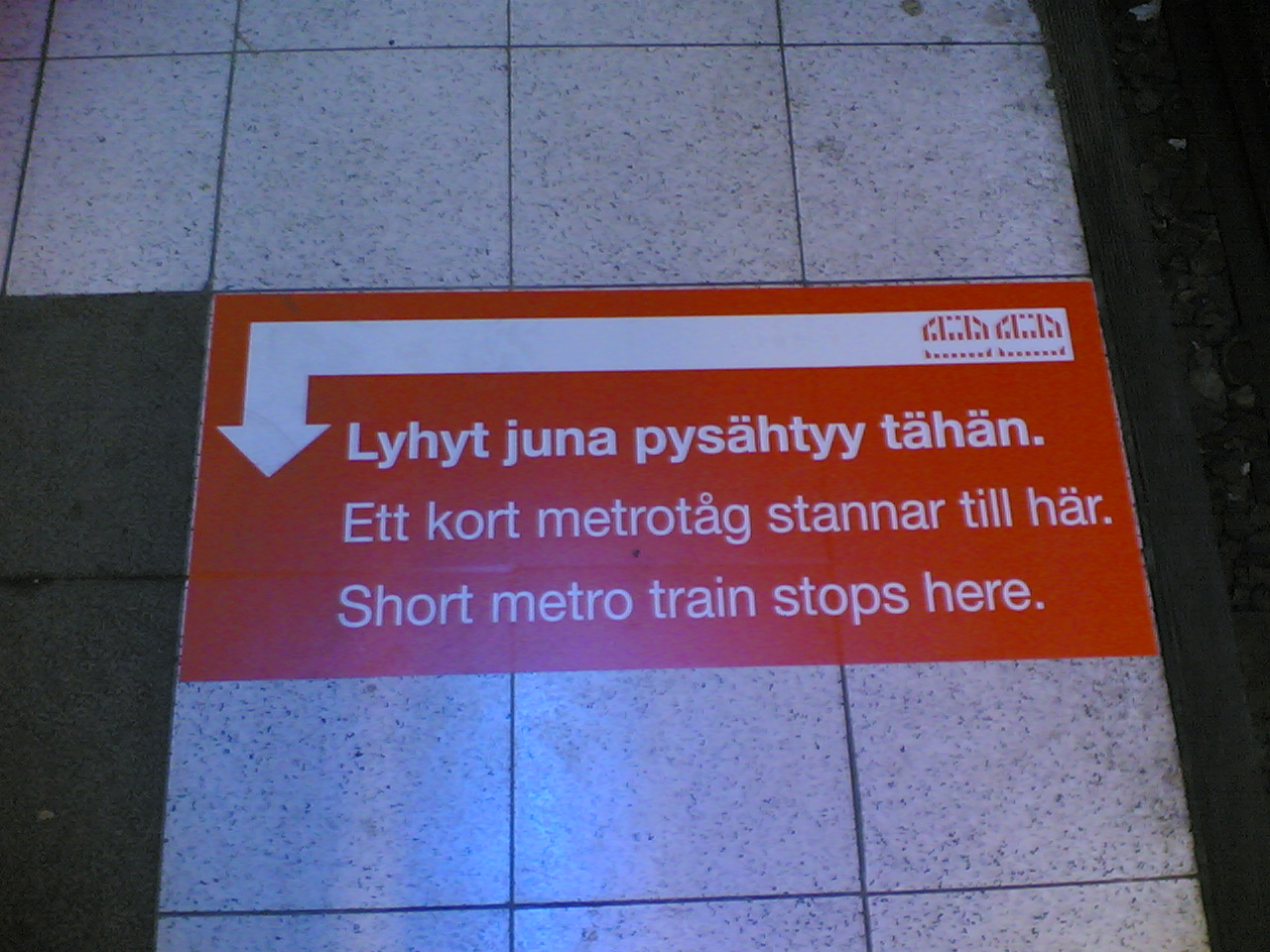
Tunnelbana i Helsingfors kallas metro på både svenska och finska

- Systemet är ofta skilt från järnvägsnätet och spårvägsnätet. Rent formellt räknas tunnelbanor som järnväg i många länder, men i bland annat Sverige och Tyskland räknas de formellt som ett eget system kallat tunnelbana (U-bahn). I vissa fall kan tunnelbanelinjer samexistera med lokaltåg eller spårvägar, dela strömförsörjning, signalsystem, trafikledning och spår. Särskilt äldre system har ofta en samexistens med andra trafikslag.
- Höga plattformar i plan med vagnsgolven är ganska vanligt men äldre system har inte sällan nivåskillnad mellan plattformar och vagnar. Höga plattformar kräver enhetliga tåg annars blir det ett gap vilket är farligare om det inte är nivåskillnad.
- Varje linje utgör oftast av ett eget dubbelspår (utan plankorsningar med andra linjer) så att linjernas tåg inte hindrar varandra.
- Stationerna ligger glesare än för stadsbussar och spårvagnar. Men de ligger tätare än för pendeltåg, varför tunnelbanan används även för resor inom centrala staden. Vissa stationer möjliggör omstigning mellan flera linjer.
- Förläggningen är i tunnel i de täta stadskärnorna men oftast över jord i förorterna. Ibland på viadukter över gatusystemet. En princip är att för områden som var stadsbebyggelse då tunnelbanan byggdes är det tunnel eller ibland högbana, medan för områden som var landsbygd, där byggdes tunnelbanan på marken. Tunnlarna är lägre och smalare än för järnväg. Det finns normalt inga plankorsningar med väg (det förekommer på ett fåtal ställen i världen såsom till exempel i Oslo och Frankfurt).
- Drivningen sker med el. Såväl likspänning som växelspänning förekommer, men likspänning är vanligast. Energin överförs via en strömskena vid sidan av rälsen med återledning igenom farräler eller särskild strömskena mellan spåren, eller med en kontaktledning eller kontaktskena i luften. Londons tunnelbana drevs ursprungligen av ånga vilket gav mycket dålig luft.
- Säkerhetssystemet tillåter ofta att tågen går tätt. Många system är utrustade med automatisk broms eller anti-kollisionssystem. Banans och vagnarnas bromsegenskaper har ofta en prestanda som tillåter tätare trafik än på en klassisk järnväg. Den dimensionerande begränsningen ligger ofta i hur långa hållplatsuppehållen är, där en headaway (tätast möjliga intervall) på 100-120 sekunder är vanligt.
- Biljettkontroll sker vanligen vid passage in på stationerna. Konduktörer på tågen finns normalt inte. Vissa tunnelbanor har ingen kontroll på stationerna men det finns kontrollanter på vissa tåg.
- Tariffsystemen (prissättning) varierar. Vissa städer har en enhetstaxa där priset blir detsamma oavsett hur långt man åker. Andra har avståndsberoende taxa, oftast byggt på ett zonsystem. Normalt är biljetterna gemensamma med stadsbussar och eventuella pendeltåg. Vanligen har man kortsystem som gynnar frekvent användande av tunnelbanan.
- Staden är vanligen ägare av tunnelbanan och tågen men privata företag kan ibland anlitas som operatörer.

Det finns tunnelbanor där undantag förekommer från definitionerna ovan. London har viss trafik som blandas med pendeltågsnätet (fast med strömskena på pendeltågen). I japanska storstäder är det vanligt att trafik blandas med pendeltågsnätet och använder kontaktledning i taket. Amsterdam har vissa sträckor som körs som spårväg (kontaktledning, gatukorsningar), och aktuella linjers fordon kan gå med båda systemen. Frankfurt har kontaktledning och Barcelona har kontaktskena i taket ovanför spåren. Köpenhamn har tåg som körs automatiskt utan förare och inga biljettspärrar. Med flera exempel.

## Teknik
Vilken byggteknik som tillämpas beror normalt på markförhållandena. Bland andra de första underjordiska tågbanorna i London såväl som Stockholms första tunnelbanelinjer genom innerstaden omkring halvsekelskiftet 1950 byggdes med öppet schakt, även känt som cut-and-cover på engelska, medan senare tunnelsträckor i Stockholm (huvudsakligen Röda och Blåa linjen) byggdes genom sprängning på större djup, utom under Norrström där man anlade en fångdamm i vilken en undervattenstunnel av betong byggdes och under Liljeholmsviken där en "undervattensbro" i form av sänktunnel anlades. I London övergavs metoden cut-and-cover under 19:e seklets sista decennium då man istället började bygga de så kallade tublinjerna genom borrning/neddrivning av tubformade tunnelrör (och därigenom kunde bygga tunnelbanan djupare ned i Londonleran utan större inverkan på tätbebyggelsen).
Ett system för att dämpa ljudet togs fram efter andra världskriget på vissa linjer i Paris metro, där tågen på vissa linjer går på gummihjul snarare än på räls. Riktningen klaras med stödskenor på tunnelväggarna. Det har senare använts även på flera franska tunnelbanor, och också i Montréal, Mexico City och Santiago de Chile. I Sapporos tunnelbana, som också går på gummihjul, används styrskena i mitten av banan.

## Trafikkapacitet
Ett dubbelspår klarar upp till 40 tåg per timme och riktning (i Stockholm som mest 30). Ett fullängdståg i Stockholm (typ C20) har 384 sittplatser per tågsätt (48 sittplatser per vagn), mer i vissa större städer. Kapaciteten är således upp till 20 000 sittande passagerare per riktning och timme (i Stockholm 11 000). Tågen är vanligen utformade så att det kan vara fler stående passagerare än sittande, så att kapaciteten kan vara det dubbla om folk också står.

## Lista över tunnelbanor i världen
Listan behöver regelbundet uppdateras.
| Stad                         | Nation                  | Invigd            | Senast utbyggd  | Stationer | Banlängd (km) |
| ---------------------------- | ----------------------- | ----------------- | --------------- | --------- | ------------- |
| Alger                        | Algeriet                | 2011              | 2018            | 19        | 18,5          |
| Buenos Aires                 | Argentina               | 1913              | 2019            | 104       | 56,7          |
| Jerevan                      | Armenien                | 1981              | 1996            | 10        | 13,4          |
| Sydney                       | Australien              | 2019              | –               | 13        | 36            |
| Baku                         | Azerbajdzjan            | 1967              | 2021            | 26        | 38,03         |
| Minsk                        | Belarus                 | 1984              | 2020            | 33        | 40,8          |
| Bryssel                      | Belgien                 | 1976              | 2009            | 59        | 39,9          |
| Belo Horizonte               | Brasilien               | 1986              | 2002            | 19        | 28,1          |
| Brasília                     | Brasilien               | 2001              | 2020            | 27        | 42,4          |
| Fortaleza (endast linje Syd) | Brasilien               | 2012              | utbyggnad pågår | 20        | 24,1          |
| Porto Alegre                 | Brasilien               | 1985              | 2014            | 22        | 43,8          |
| Recife                       | Brasilien               | 1985              | 2009            | 29        | 39,5          |
| Rio de Janeiro               | Brasilien               | 1979              | 2016            | 41        | 58            |
| Salvador                     | Brasilien               | 2014              | 2018            | 19        | 32,5          |
| São Paulo                    | Brasilien               | 1974              | 2021            | 91        | 104,4         |
| Sofia                        | Bulgarien               | 1998              | 2021            | 47        | 52            |
| Santiago                     | Chile                   | 1975              | 2019            | 136       | 139,7         |
| Medellín                     | Colombia                | 1995              | 2012            | 27        | 31,3          |
| Köpenhamn (ej S-tåg)         | Danmark                 | 2002              | 2024            | 44        | 43,3          |
| Santo Domingo                | Dominikanska republiken | 2009              | 2018            | 34        | 31            |
| Kairo                        | Egypten                 | 1987              | 2022            | 74        | 93            |
| Helsingfors                  | Finland                 | 1982              | 2022            | 30        | 43            |
| Lille                        | Frankrike               | 1983              | 2000            | 60        | 45            |
| Lyon                         | Frankrike               | 1974              | utbyggnad pågår | 40        | 32            |
| Marseille                    | Frankrike               | 1977              | 2019            | 29        | 22,7          |
| Paris                        | Frankrike               | 1900              | 2024            | 321       | 245,6         |
| Rennes                       | Frankrike               | 2002              | 2022            | 28        | 22,4          |
| Toulouse                     | Frankrike               | 1993              | 2007            | 37        | 28,2          |
| Dubai                        | Förenade arabemiraten   | 2009              | 2021            | 53        | 89,5          |
| Tbilisi                      | Georgien                | 1966              | 2017            | 23        | 27,3          |
| Aten                         | Grekland                | 1869              | 2022            | 66        | 91,7          |
| Ahmedabad                    | Indien                  | 2019              | utbyggnad pågår | 29        | 40            |
| Bangalore                    | Indien                  | 2011              | utbyggnad pågår | 51        | 56            |
| Chennai                      | Indien                  | 2015              | 2021            | 41        | 54            |
| Delhi                        | Indien                  | 2002              | utbyggnad pågår | 287       | 390,14        |
| Hyderabad                    | Indien                  | 2017              | 2020            | 56        | 69            |
| Jaipur                       | Indien                  | 2015              | 2020            | 11        | 12            |
| Kanpur                       | Indien                  | 2021              | –               | 9         | 8,98          |
| Kochi                        | Indien                  | 2017              | 2022            | 25        | 27,4          |
| Calcutta                     | Indien                  | 1984              | utbyggnad pågår | 34        | 40            |
| Lucknow                      | Indien                  | 2017              | utbyggnad pågår | 21        | 22,87         |
| Bombay                       | Indien                  | 2014              | utbyggnad pågår | 31        | 30,65         |
| Nagpur                       | Indien                  | 2019              | 2021            | 24        | 26            |
| Pune                         | Indien                  | 2022              | –               | 10        | 12            |
| Jakarta                      | Indonesien              | 2019              | utbyggnad pågår | 13        | 15,7          |
| Esfahan                      | Iran                    | 2015              | 2018            | 20        | 20,2          |
| Mashhad                      | Iran                    | 2011              | 2019            | 36        | 37,5          |
| Shiraz                       | Iran                    | 2014              | utbyggnad pågår | 20        | 24,5          |
| Tabriz                       | Iran                    | 2015              | utbyggnad pågår | 18        | 17,2          |
| Teheran                      | Iran                    | 2000              | utbyggnad pågår | 133       | 155,8         |
| Brescia                      | Italien                 | 2013              | –               | 17        | 13,7          |
| Catania                      | Italien                 | 1999              | utbyggnad pågår | 10        | 8,8           |
| Genoa                        | Italien                 | 1990              | 2012            | 8         | 7,1           |
| Milano                       | Italien                 | 1964              | 2024            | 125       | 111,8         |
| Neapel                       | Italien                 | 1993              | 2021            | 23        | 20,2          |
| Rom                          | Italien                 | 1955              | 2018            | 73        | 59,4          |
| Turin                        | Italien                 | 2006              | 2021            | 23        | 15,1          |
| Fukuoka                      | Japan                   | 1981              | 2005            | 35        | 29,8          |
| Kobe                         | Japan                   | 1977              | 2001            | 28        | 38,1          |
| Kyoto                        | Japan                   | 1981              | 2008            | 31        | 31,2          |
| Nagoya                       | Japan                   | 1957              | 2011            | 87        | 93,3          |
| Osaka                        | Japan                   | 1933              | 2006            | 100       | 129,9         |
| Sapporo                      | Japan                   | 1971              | 1999            | 49        | 48            |
| Sendai                       | Japan                   | 1987              | 2015            | 29        | 28,7          |
| Tokyo                        | Japan                   | 1927              | 2008            | 287       | 373,9         |
| Montreal                     | Kanada                  | 1966              | 2007            | 68        | 71            |
| Toronto                      | Kanada                  | 1954              | 2017            | 75        | 76,9          |
| Vancouver                    | Kanada                  | 1985              | 2016            | 53        | 79,6          |
| Almaty                       | Kazakstan               | 2011              | 2022            | 11        | 13,4          |
| Beijing                      | Kina                    | 1969              | utbyggnad pågår | 369       | 785           |
| Changchun                    | Kina                    | 2011 (metro)      | 2021            | 63        | 72,6          |
| Changsha                     | Kina                    | 2014              | 2022            | 127       | 190,6         |
| Changzhou                    | Kina                    | 2019              | 2021            | 43        | 54,03         |
| Chengdu                      | Kina                    | 2010              | 2020            | 285       | 518,5         |
| Chongqing                    | Kina                    | 2005              | 2022            | 231       | 463,2         |
| Dalian                       | Kina                    | 2003              | 2022            | 85        | 213,26        |
| Dongguan                     | Kina                    | 2016              | –               | 15        | 37,7          |
| Fuzhou                       | Kina                    | 2016              | 2022            | 76        | 114,2         |
| Guangzhou/Foshan             | Kina                    | 1997              | utbyggnad pågår | 275       | 652           |
| Guiyang                      | Kina                    | 2017              | 2021            | 55        | 75,7          |
| Hangzhou                     | Kina                    | 2012              | utbyggnad pågår | 284       | 516           |
| Harbin                       | Kina                    | 2013              | utbyggnad pågår | 66        | 79,4          |
| Hefei                        | Kina                    | 2016              | 2021            | 122       | 156,2         |
| Hohhot                       | Kina                    | 2019              | 2020            | 44        | 49            |
| Hongkong                     | Hongkong                | 1979              | 2022            | 98        | 209           |
| Jinan                        | Kina                    | 2019              | utbyggnad pågår | 40        | 84,25         |
| Jinhua                       | Kina                    | 2022              | utbyggnad pågår | 17        | 58,4          |
| Kunming                      | Kina                    | 2012              | 2022            | 104       | 164,3         |
| Lanzhou                      | Kina                    | 2019              | utbyggnad pågår | 20        | 25,9          |
| Luoyang                      | Kina                    | 2021              | –               | 33        | 43,5          |
| Macau                        | Macao                   | 2019              | –               | 11        | 9,3           |
| Nanchang                     | Kina                    | 2015              | 2021            | 103       | 128,3         |
| Nanjing                      | Kina                    | 2005              | 2022            | 191       | 449,45        |
| Nanning                      | Kina                    | 2016              | 2021            | 94        | 128           |
| Nantong                      | Kina                    | 2022              | utbyggnad pågår | 28        | 39            |
| Ningbo                       | Kina                    | 2014              | utbyggnad pågår | 114       | 182,5         |
| Qingdao                      | Kina                    | 2015              | utbyggnad pågår | 138       | 284,3         |
| Shanghai                     | Kina                    | 1993              | 2021            | 396       | 803           |
| Shaoxing                     | Kina                    | 2021              | 2022            | 28        | 47,1          |
| Shenyang                     | Kina                    | 2010              | utbyggnad pågår | 91        | 116           |
| Shenzhen                     | Kina                    | 2004              | utbyggnad pågår | 303       | 547           |
| Shijiazhuang                 | Kina                    | 2017              | 2021            | 60        | 76,5          |
| Suzhou                       | Kina                    | 2012              | utbyggnad pågår | 154       | 208           |
| Taiyuan                      | Kina                    | 2020              | utbyggnad pågår | 23        | 23,65         |
| Tianjin                      | Kina                    | 1984              | utbyggnad pågår | 164       | 265           |
| Ürümqi                       | Kina                    | 2018              | utbyggnad pågår | 21        | 27,6          |
| Wuhan                        | Kina                    | 2004              | utbyggnad pågår | 254       | 460,9         |
| Wuxi                         | Kina                    | 2014              | 2021            | 87        | 114,8         |
| Xiamen                       | Kina                    | 2017              | utbyggnad pågår | 65        | 98,4          |
| Xi'an                        | Kina                    | 2011              | utbyggnad pågår | 164       | 258           |
| Xuzhou                       | Kina                    | 2019              | utbyggnad pågår | 51        | 64,34         |
| Zhengzhou                    | Kina                    | 2013              | utbyggnad pågår | 149       | 232,5         |
| Kuala Lumpur                 | Malaysia                | 1996              | utbyggnad pågår | 115       | 156,7         |
| Mexico City                  | Mexiko                  | 1969              | 2012            | 163       | 200           |
| Monterrey                    | Mexiko                  | 1991              | 2021            | 38        | 40            |
| Amsterdam                    | Nederländerna           | 1977              | 2018            | 39        | 42,7          |
| Rotterdam                    | Nederländerna           | 1968              | 2019            | 70        | 100,6         |
| Pyongyang                    | Nordkorea               | 1973              | 1987            | 17        | 22,5          |
| Oslo                         | Norge                   | 1966              | 2016            | 101       | 85            |
| Lahore                       | Pakistan                | 2020              | –               | 26        | 27,1          |
| Panama City                  | Panama                  | 2014              | 2019            | 29        | 36,8          |
| Lima                         | Peru                    | 2011              | 2014            | 26        | 34,6          |
| Warszawa                     | Polen                   | 1995              | 2022            | 39        | 41,3          |
| Lissabon                     | Portugal                | 1959              | 2016            | 56        | 44            |
| Doha                         | Qatar                   | 2019              | 2019            | 37        | 76            |
| Bukarest                     | Rumänien                | 1979              | 2020            | 63        | 78            |
| Kazan                        | Ryssland                | 2005              | 2018            | 11        | 16,8          |
| Moskva                       | Ryssland                | 1935              | 2023            | 202       | 459,9         |
| Nizjnij Novgorod             | Ryssland                | 1985              | 2018            | 15        | 21,6          |
| Novosibirsk                  | Ryssland                | 1986              | 2010            | 13        | 16            |
| Sankt Petersburg             | Ryssland                | 1955              | 2019            | 64        | 124,8         |
| Samara                       | Ryssland                | 1987              | 2015            | 10        | 12,7          |
| Jekaterinburg                | Ryssland                | 1991              | 2012            | 9         | 12,7          |
| Lausanne (linje M2)          | Schweiz                 | 2008              | –               | 14        | 5,9           |
| Singapore                    | Singapore               | 1987              | utbyggnad pågår | 134       | 231           |
| Barcelona                    | Spanien                 | 1924              | 2019            | 166       | 147,2         |
| Bilbao (linje 1 och 2)       | Spanien                 | 1995              | 2020            | 42        | 45,1          |
| Madrid                       | Spanien                 | 1919              | 2019            | 242       | 288           |
| Glasgow                      | Storbritannien          | 1896              | –               | 15        | 10,5          |
| London                       | Storbritannien          | 1863              | 2021            | 272       | 402           |
| Stockholm                    | Sverige                 | 1950              | utbyggnad pågår | 100       | 110           |
| Busan                        | Sydkorea                | 1985              | 2017            | 135       | 139,9         |
| Daegu                        | Sydkorea                | 1997              | 2015            | 58        | 83,7          |
| Daejeon                      | Sydkorea                | 2006              | 2007            | 22        | 22,7          |
| Gwangju                      | Sydkorea                | 2004              | utbyggnad pågår | 20        | 20,1          |
| Seoul/Incheon                | Sydkorea                | 1974              | utbyggnad pågår | ?         | 564           |
| Kaohsiung                    | Taiwan                  | 2008              | 2012            | 37        | 43            |
| Taipei                       | Taiwan                  | 1996              | 2020            | 119       | 152           |
| Taichung                     | Taiwan                  | 2021              | –               | 18        | 16,7          |
| Taoyuan                      | Taiwan                  | 2017              | –               | 21        | 51            |
| Bangkok                      | Thailand                | 1999 (på högbana) | utbyggnad pågår | 117       | 140           |
| Prag                         | Tjeckien                | 1974              | utbyggnad pågår | 58        | 63,1          |
| Adana                        | Turkiet                 | 2009              |                 | 13        | 13,5          |
| Ankara                       | Turkiet                 | 1997              | 2017            | 54        | 64,36         |
| Bursa                        | Turkiet                 | 2002              | 2014            | 38        | 38,9          |
| Istanbul                     | Turkiet                 | 1989              | utbyggnad pågår | 105       | 144           |
| İzmir                        | Turkiet                 | 2000              | 2014            | 17        | 20            |
| Berlin                       | Tyskland                | 1902              | 2021            | 175       | 155           |
| Hamburg                      | Tyskland                | 1912              | 2019            | 93        | 106           |
| München                      | Tyskland                | 1971              | 2010            | 96        | 103           |
| Nürnberg                     | Tyskland                | 1972              | 2020            | 49        | 38,2          |
| Dnipro                       | Ukraina                 | 1995              | –               | 6         | 7,1           |
| Charkiv                      | Ukraina                 | 1975              | 2016            | 30        | 38,7          |
| Kiev                         | Ukraina                 | 1960              | 2013            | 52        | 67,5          |
| Budapest                     | Ungern                  | 1896              | 2014            | 48        | 39            |
| Atlanta                      | USA                     | 1979              | 2000            | 38        | 77            |
| Baltimore                    | USA                     | 1983              | 1995            | 14        | 24,8          |
| Boston                       | USA                     | 1901              | 2014            | 51        | 63            |
| Chicago                      | USA                     | 1892              | 2017            | 145       | 165,4         |
| Cleveland                    | USA                     | 1955              | 1968            | 18        | 31            |
| Los Angeles (linje B och D)  | USA                     | 1993              | 2000            | 16        | 28            |
| Miami                        | USA                     | 1984              | 2012            | 23        | 40            |
| New York                     | USA                     | 1904              | 2017            | 424       | 399           |
| Philadelphia                 | USA                     | 1907              | 1973            | 73        | 63            |
| San Francisco                | USA                     | 1972              | 2020            | 47        | 186,8         |
| Washington, D.C.             | USA                     | 1976              | 2022            | 97        | 208           |
| Tasjkent                     | Uzbekistan              | 1977              | 2020            | 39        | 59,5          |
| Caracas (och Los Teques)     | Venezuela               | 1983              | 2015            | 52        | 67            |
| Hanoi                        | Vietnam                 | 2021              | utbyggnad pågår | 12        | 13,1          |
| Wien                         | Österrike               | 1976              | 2017            | 98        | 83,3          |

## Säkerhet

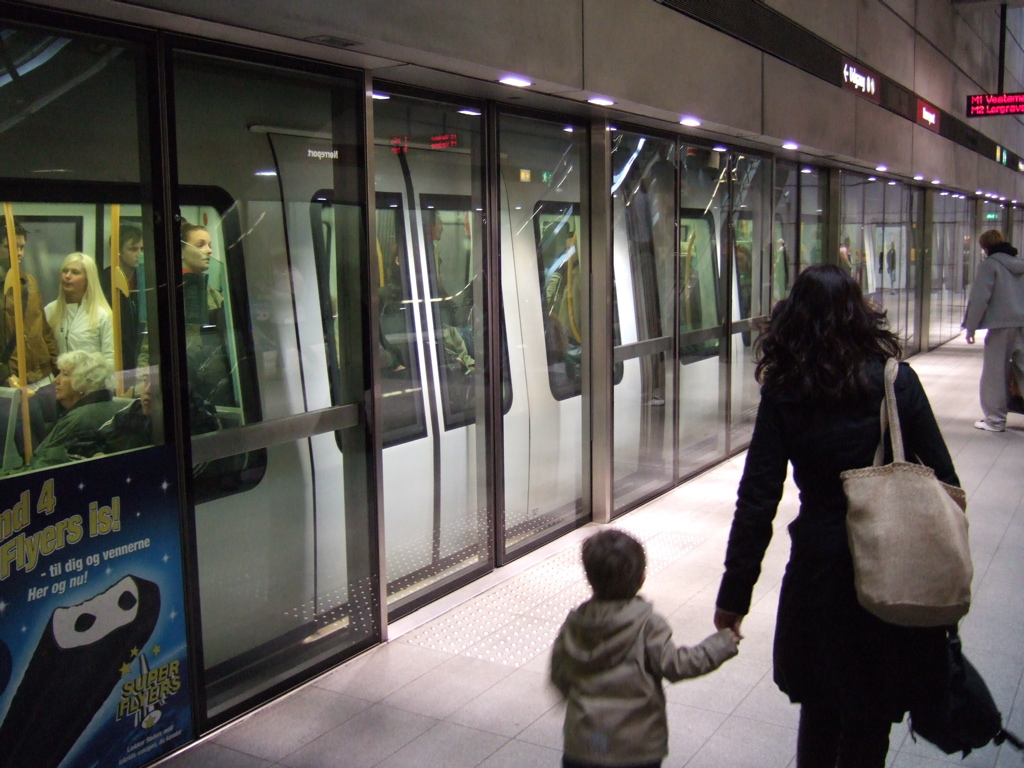
Säkerhetsvägg i Köpenhamns metro

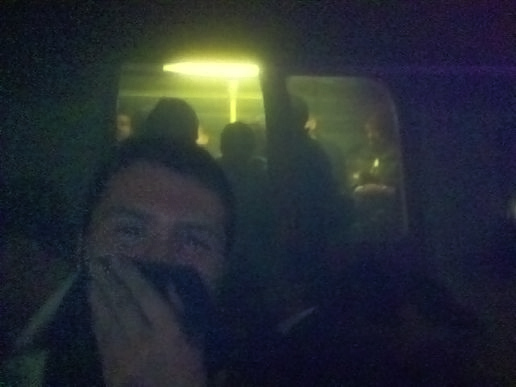
Passagerare flyr från en rökfylld vagn vid King's Cross i Londons tunnelbana vid terrorattentaten den 7 juli 2005.

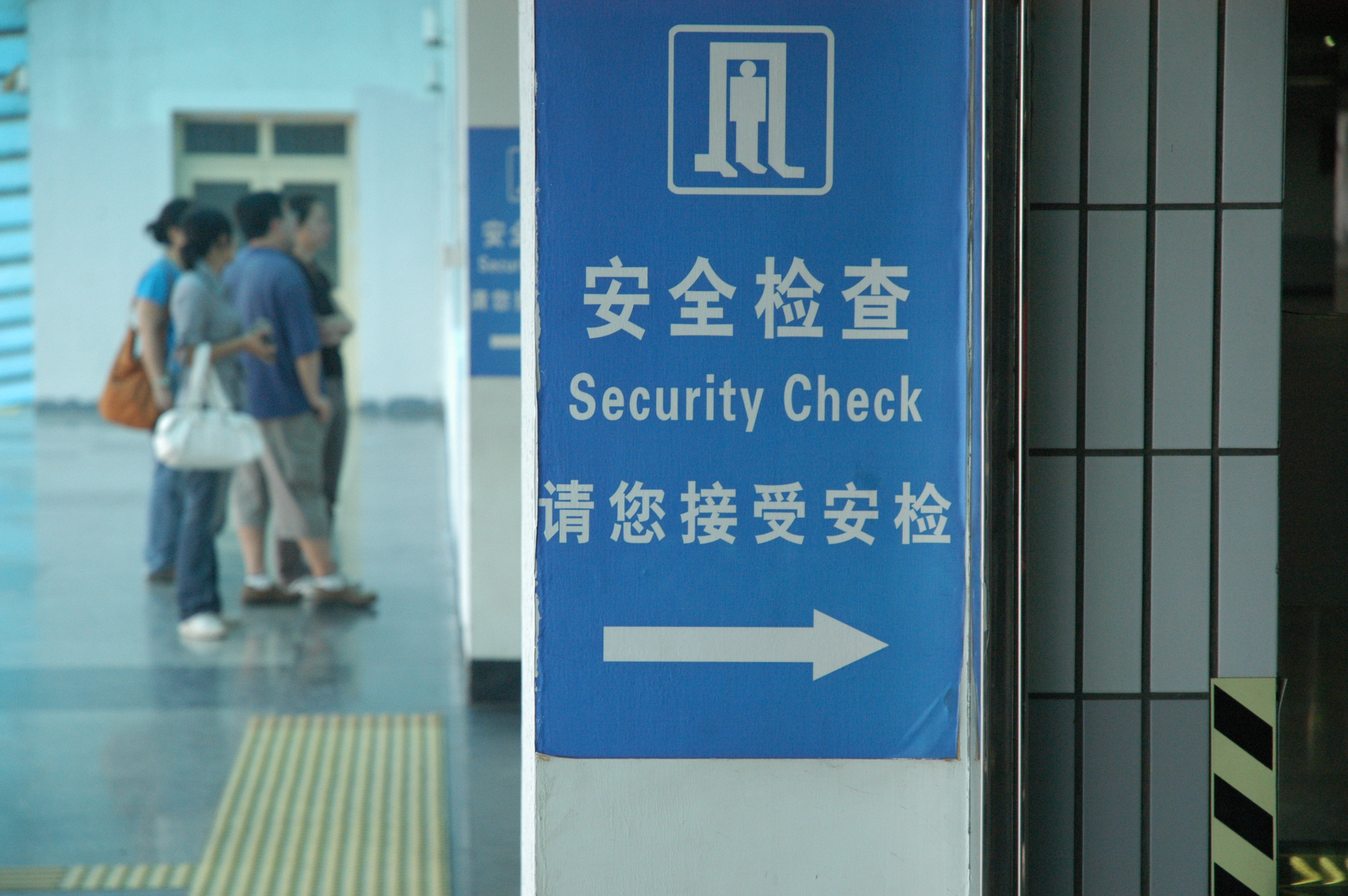
Säkerhetskontroll i Pekings tunnelbana

### Säkerhetsväggar
I vissa tunnelbanor, bland annat Köpenhamns metro i Danmark, Shanghais tunnelbana och Pekings tunnelbana i Kina och Sankt Petersburgs tunnelbana i Ryssland, finns säkerhetsväggar av glas för att hindra folk från att gå ner på spåret. Väggarna har dörrar som är anpassade efter tågets dörrar och öppnas och stängs samtidigt som tågets dörrar.

### Skydd mot brand
I och med den slutna konstruktionen kan en brand få allvarliga konsekvenser. Därför finns oftast automatiska brandlarm. Det kan dock vara svårt att få brandlarmets detektorer att fungera bra eftersom luften ofta är förorenad av damm från tågens bromsar och annat. Lösningen är att detektorerna reagerar på en kombination av värme och rök samt bra ventilation. I bland annat Londons tunnelbana öppnas spärrarna automatiskt när strömförsörjningen försvinner.

### Skydd mot attentat
I och med den slutna konstruktion som är tänkt att göra tunnelbanor så effektiva som möjligt, finns även en förhöjd säkerhetsrisk vad gäller attentat. Om ett tåg stannar eller via en explosion skadar spåret och / eller tunneln har man inget annat val än att stanna även nästkommande tåg, och i förlängningen hela tunnelbanesystemet. Utöver detta är räddningsaktioner svåra att företa i tunnelbanor, på grund av otillgängligheten. Bland kända attentat i tunnelbanor kan nämnas saringas-attackerna i Tokyos tunnelbana den 20 mars 1995, då den mycket farliga nervgasen sarin släpptes ut på fem olika tunnelbanetåg på olika platser i Tokyos innerstad och 12 dog och 5510 fick allvarliga nervskador, bombattacken i Bakus tunnelbana och bombattackerna i Londons tunnelbana den 7 juli 2005, då 56 människor dog och över 700 skadades genom koordinerade självmordsbombningar på tre tunnelbanevagnar och en dubbeldäckare. Ett annat exempel är när en brand anlades i Daegus tunnelbana, Sydkorea, runt 200 döda. Det finns tunnelbanor med säkerhetskontroller, i första hand bara för väskor och liknande, såsom Pekings tunnelbana.